# Tettigonia lunulata
Tettigonia lunulata är en insektsart som beskrevs av Costa 1834. Tettigonia lunulata ingår i släktet Tettigonia och familjen dvärgstritar. Inga underarter finns listade i Catalogue of Life.